# Julkatten

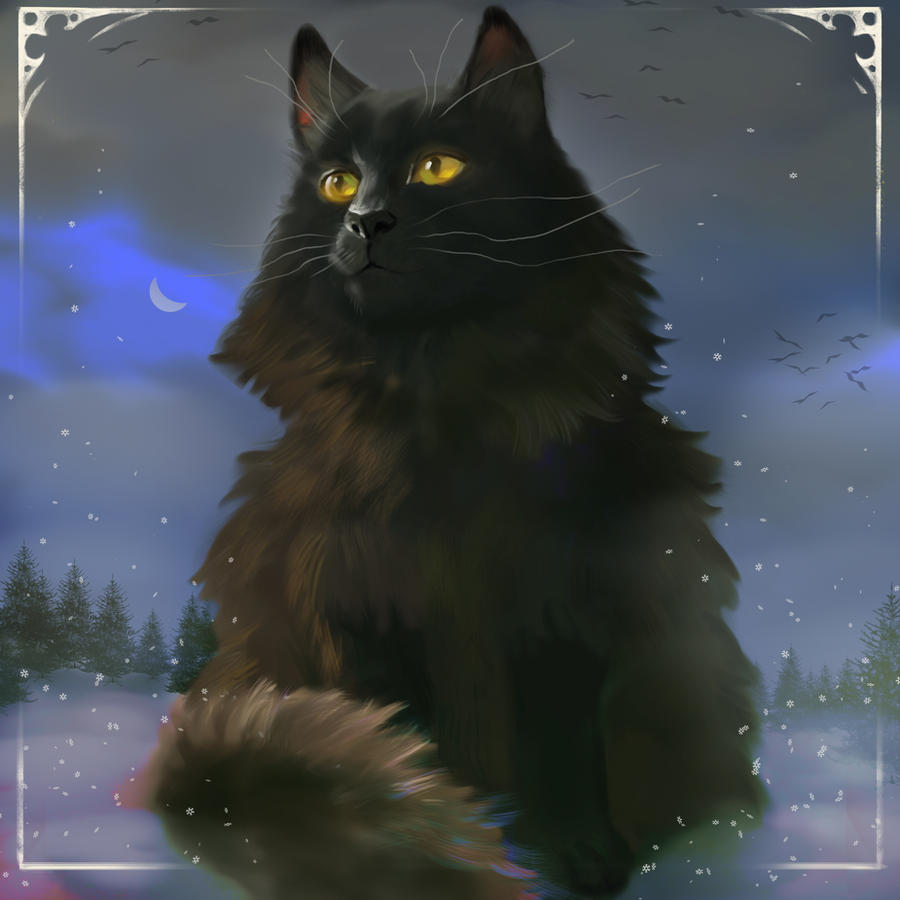
Målning av Julkatten.

Julkatten (isländska: Jólakötturinn eller Jólaköttur) är ett monster som förekommer i isländsk folktro, en jättelik och blodtörstig katt som sägs lura i snölandskapet under juletid och sluka människor som inte fått några nya kläder att bära inför julafton. Julkatten har kommit att associeras med andra figurer ur den isländska folktron, som husdjur till jättinnan Grýla och hennes söner julgossarna (jólasveinar).
Hotet om att bli uppäten av julkatten användes bland bönder som incitament för arbetarna att slutföra arbetet med höstens ull före jul. De som deltog i arbetet belönades således med nya kläder, medan de som inte deltog blev utan och därmed föll offer för den monstruösa katten. En alternativ uppfattning är att katten endast äter upp maten för den som inte bär nya kläder vid julbordet. Uppfattningen om julkatten som människoätare populariserades delvis av poeten Jóhannes úr Kötlum i dennes dikt "Jólakötturinn".

## Historik

### Bakgrund
Även om julkatten påstås tillhöra en uråldrig tradition så har de första skriftliga beläggen hittats först så sent som från 1800-talet.
Det första definitiva omnämnandet av julkatten kommer från en samling folklore från 1862 av Jón Árnason, Íslenzkar þjóðsögur og æfintýri. Varelsen beskrevs här som en ond best som antingen skulle äta upp dem som inte fick nya kläder till jul, eller äta sin "julbit" (en extra portion mat som ges till invånare på en gård). Jón angav ingen källa till någon av berättelserna.
Två teorier har sedan dess föreslagits för berättelsens ursprung. I en teori pekar folkloristen Árni Björnsson på en fotnot av Jón Árnason som använder uttrycket "att klä katten". Från denna fotnot och avsaknaden av skriftliga källor om julkatten före Jóns skrifter drog Árni slutsatsen att frasen var källan från vilken Jón skapade monstret. I en annan teori kopplar arkeologen Guðmundur Ólafsson julkatten till olika väsen som i andra europeiska traditioner åtföljde Sankt Nikolaus. Guðmundur noterade att källor för någon form av folklore i historien vanligtvis var knappa, så bristen på skriftliga källor om julkatten hade inte så stor betydelse.

### Julen kommer
Etableringen av julkatten som en del av klassisk isländsk julfolklore kom 1932, när Jóhannes úr Kötlum publicerade sin diktsamling Jólin koma ('Julen kommer'). En av dikterna, "Jólakötturinn", kretsade kring det eponyma människoätande monstret som sedan blev en vanlig del av julens festligheter och dekorationer på Island.
Även om dikten inte associerade Jólakötturinn med Grýla, Leppalúði eller julgossar, fanns karaktärerna också med i samlingen. Denna likhet ledde till kopplingar i senare berättelser.

### Senare historia
I mitten av 1900-talet ansågs Jólakötturinn vara Grýlas och hennes söners husdjur. I några senare berättelser är Jólakötturinn så olydig att bara Stúfur, den minsta julgossen, kan hantera den, och han rider katten ut över landsbygden.
Ingibjörg Þorbergs komponerade åren runt 1970 flera sånger baserade på Jóhannes dikter, inklusive en baserad på Jólakötturinn.